# Álvaro Obregón (San Fernando)
Álvaro Obregón es una localidad del estado mexicano de Chiapas. Es parte del municipio de San Fernando.

## Toponimia
El nombre de la localidad rinde homenaje a Álvaro Obregón, presidente de México de 1920 a 1924.

## Demografía
| Gráfica de evolución demográfica |
|                                  |

| Censo | Población |
| ----- | --------- |
| 1930  | 66        |
| 1940  | 149       |
| 1950  | 206       |
| 1960  | 249       |
| 1970  | 201       |
| 1980  | 522       |
| 1990  | 624       |
| 2000  | 998       |
| 2010  | 1 126     |
| 2020  | 1 755     |